# La Motte-Picquet – Grenelle (Métro Paris)

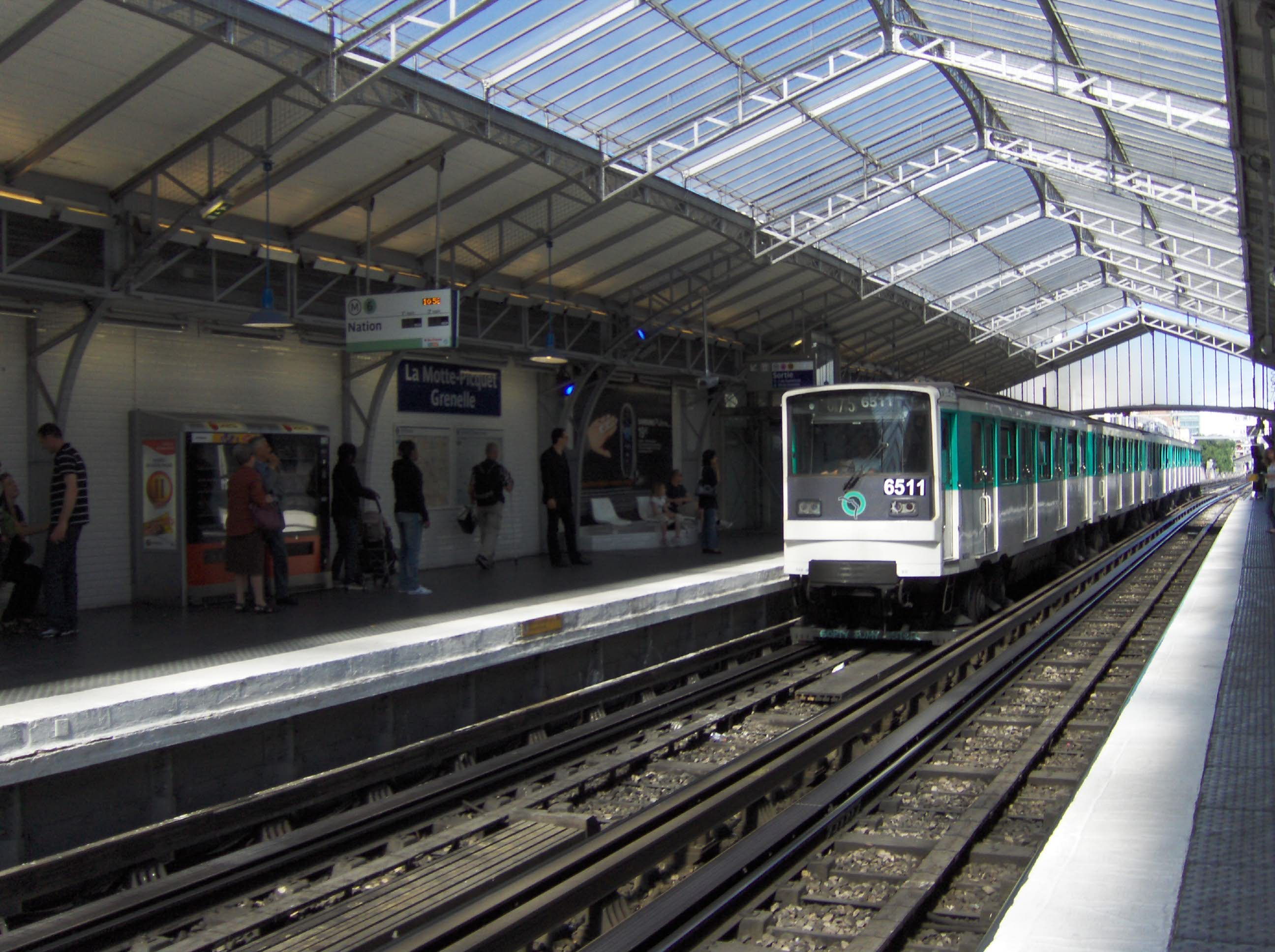
Station der Linie 6 mit Zug der Baureihe MP 73

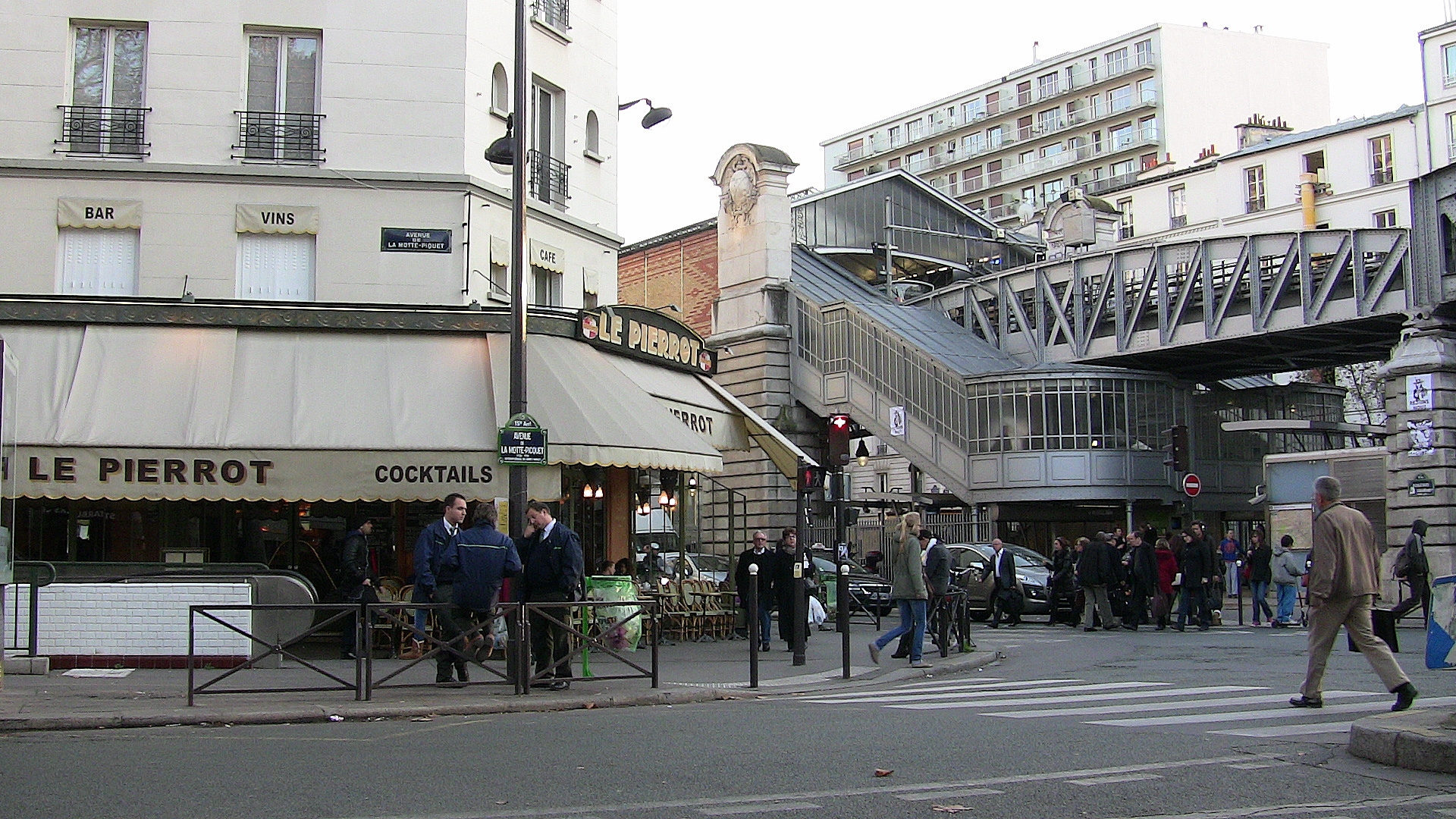
Aufgang zur Hochbahnstation der Linie 6, links Zugang zur unterirdischen Verteilerebene mit Rolltreppe

Der U-Bahnhof La Motte-Picquet – Grenelle [la mɔt pikɛ ɡʁənɛl] ist ein Umsteigebahnhof der Pariser Métro. Er wird von den Métrolinien 6, 8 und 10 bedient.

## Lage
Der Bahnhof befindet sich im Quartier de Grenelle des 15. Arrondissements von Paris. Die oberirdische Station der Linie 6 liegt an einer Hochbahnstrecke mittig längs über dem Boulevard de Grenelle östlich dessen Kreuzung mit dem Straßenzug Rue du Commerce – Avenue de La Motte-Picquet. Nördlich dieser Kreuzung befinden sich längs unter der Avenue de la Motte-Picquet die unterirdischen Stationen der Linien 8 und 10.

## Name
Bis 1913 hatte die Station nur den Namen „La Motte-Picquet“. Die namengebende Avenue de la Motte-Picquet trägt diesen zu Ehren von Toussaint-Guillaume Picquet de la Motte (genannt La Motte Picquet), einem französischen Admiral, der während des Amerikanischen Unabhängigkeitskriegs erfolgreich gegen die britische Royal Navy kämpfte.
Der Namenszusatz Grenelle bezieht sich auf den Boulevard de Grenelle, er geht auf ein gleichnamiges ehemaliges Gut zurück. Zwischen 1907 und 1942 war „Grenelle“ der Name der heutigen Station Bir-Hakeim.

## Geschichte

Schema der Linienverlegungen im südlichen Paris 1937

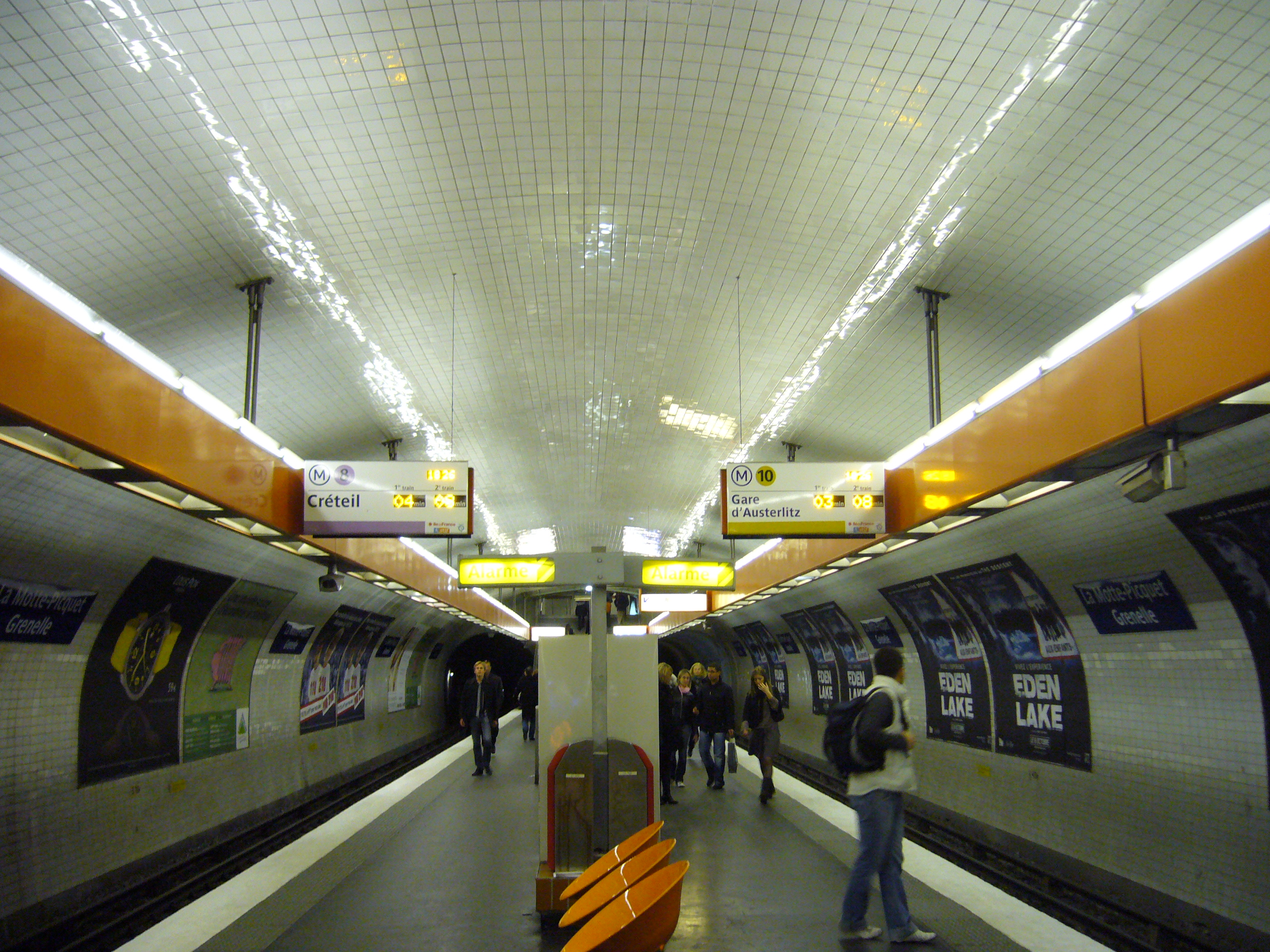
Gemeinsame Station der Linien 8 und 10 mit Richtungsbahnsteig

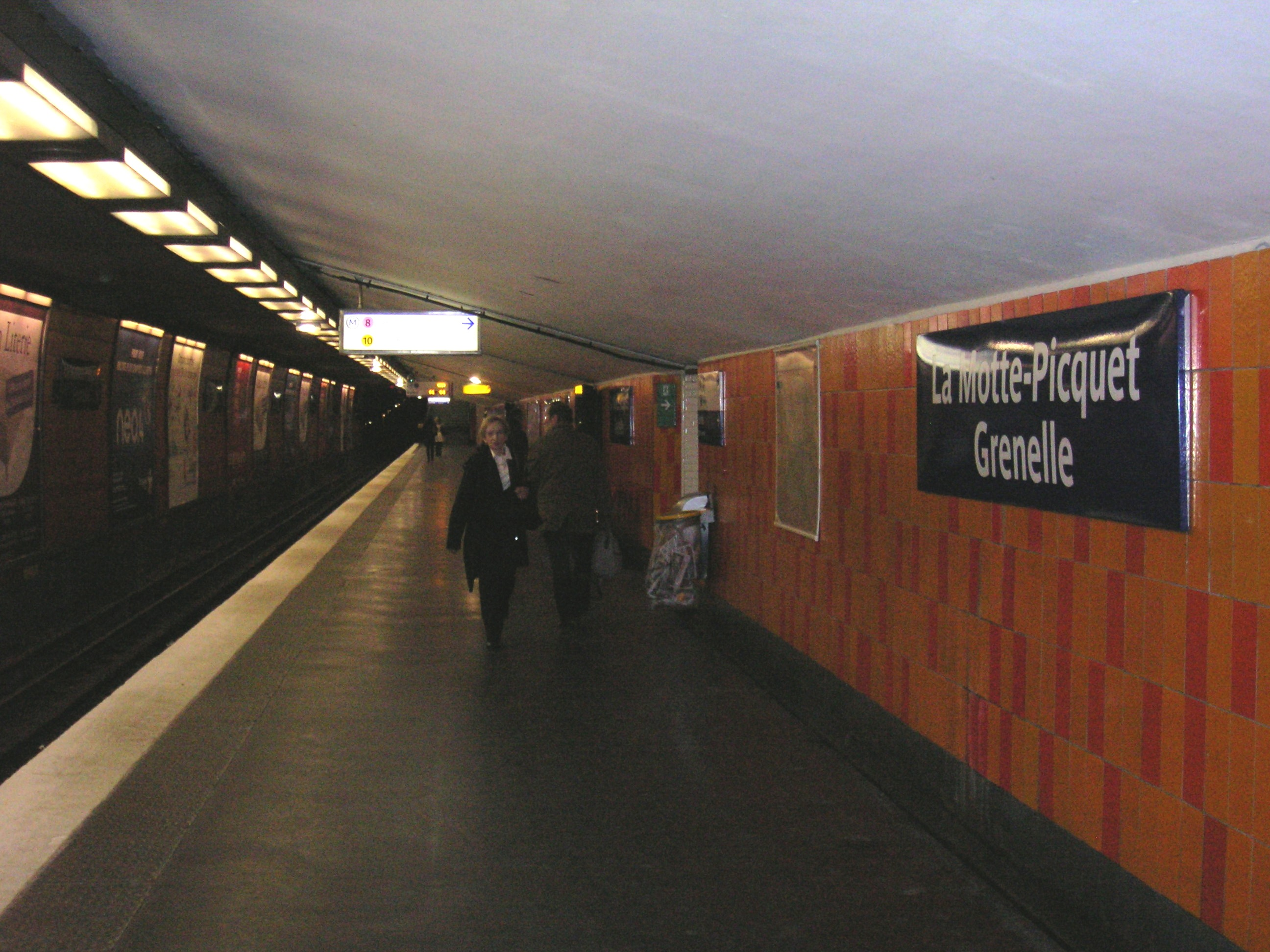
Station der Linie 8 in Richtung Balard mit schräger Decke über dem Bahnsteig

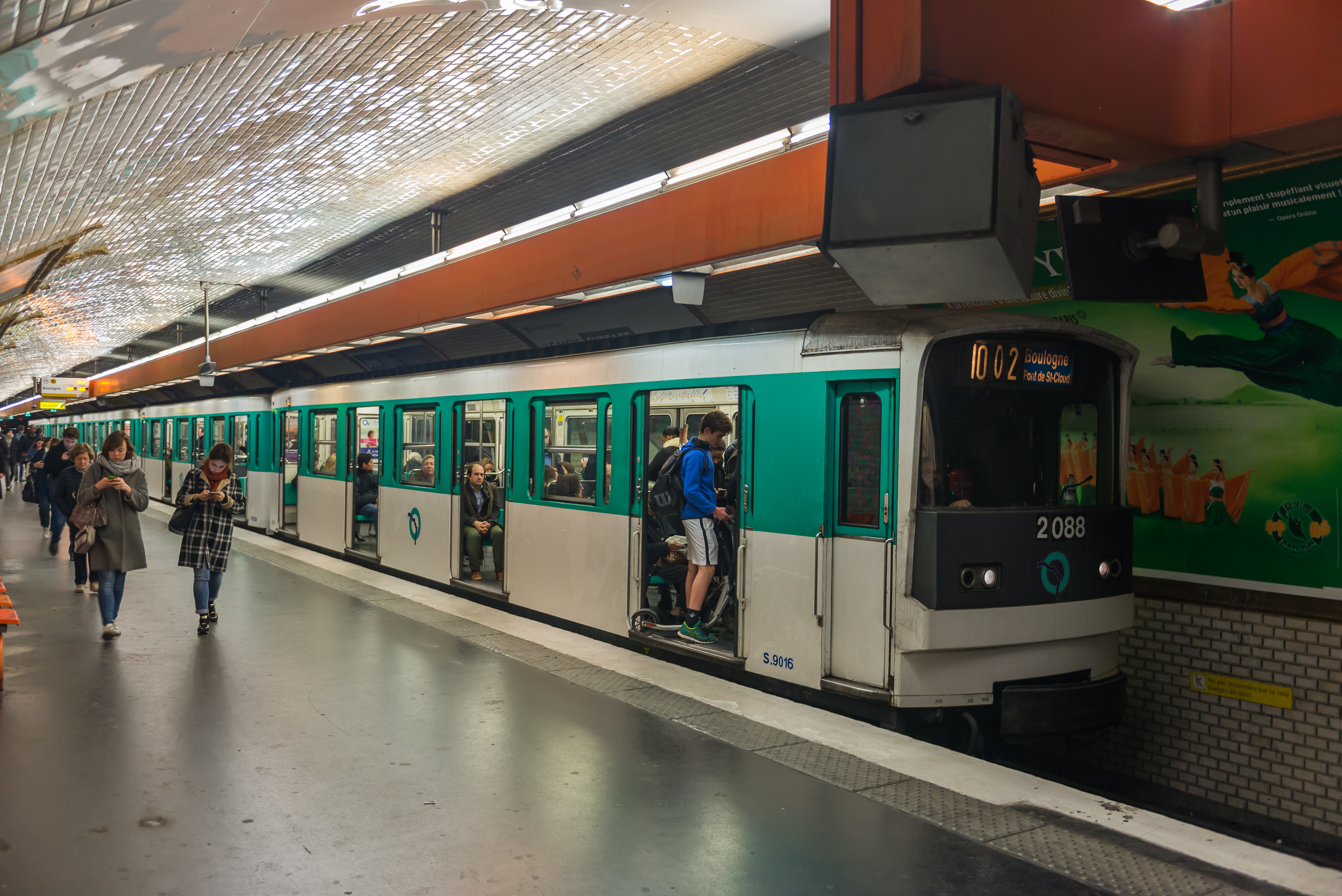
MF-67-Zug Richtung Boulogne – Pont de Saint-Cloud in der Station der Linie 10

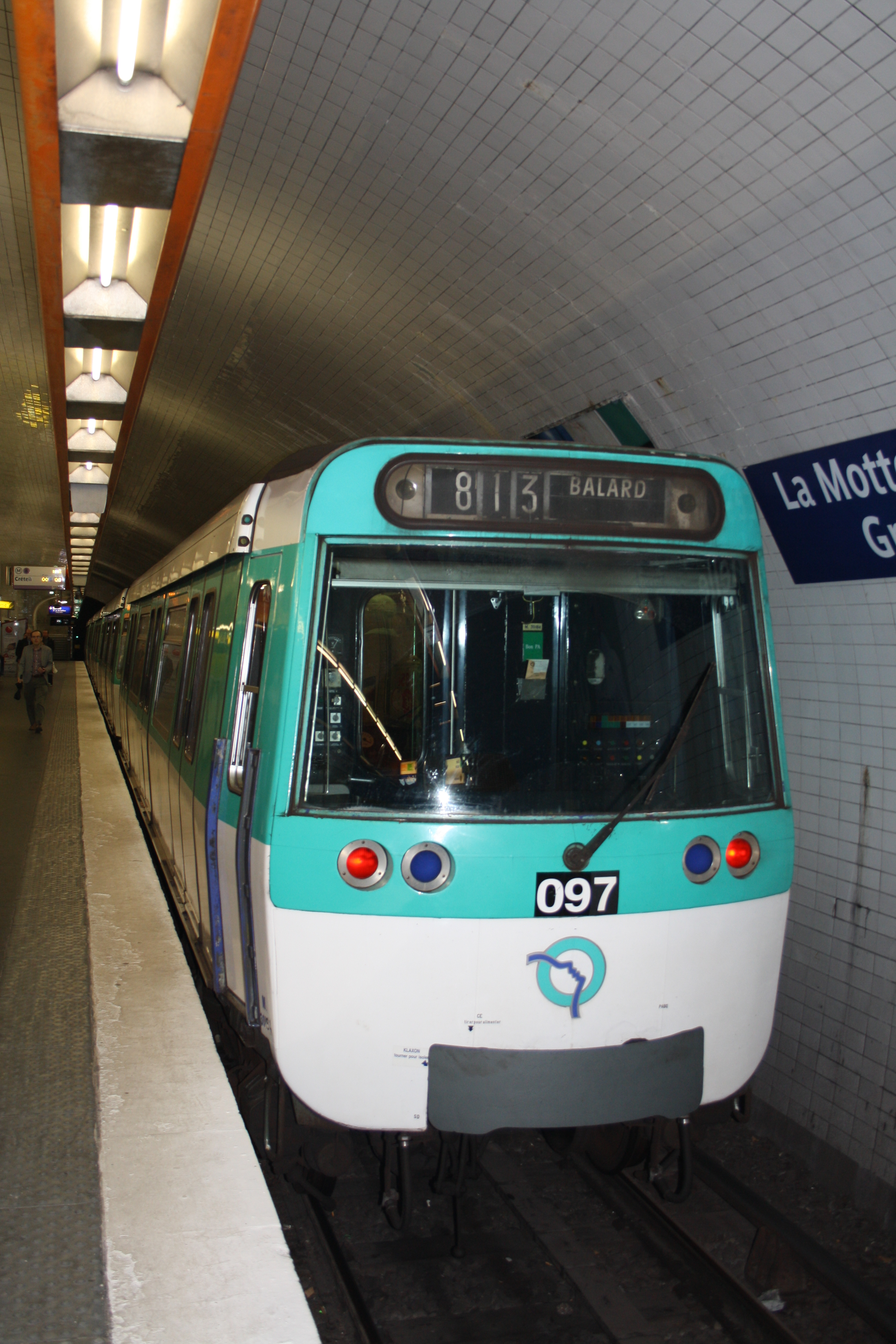
Zug der Baureihe MF 77 in Richtung Pointe du Lac an der längeren Kante der Linie 8 des Richtungsbahnsteigs

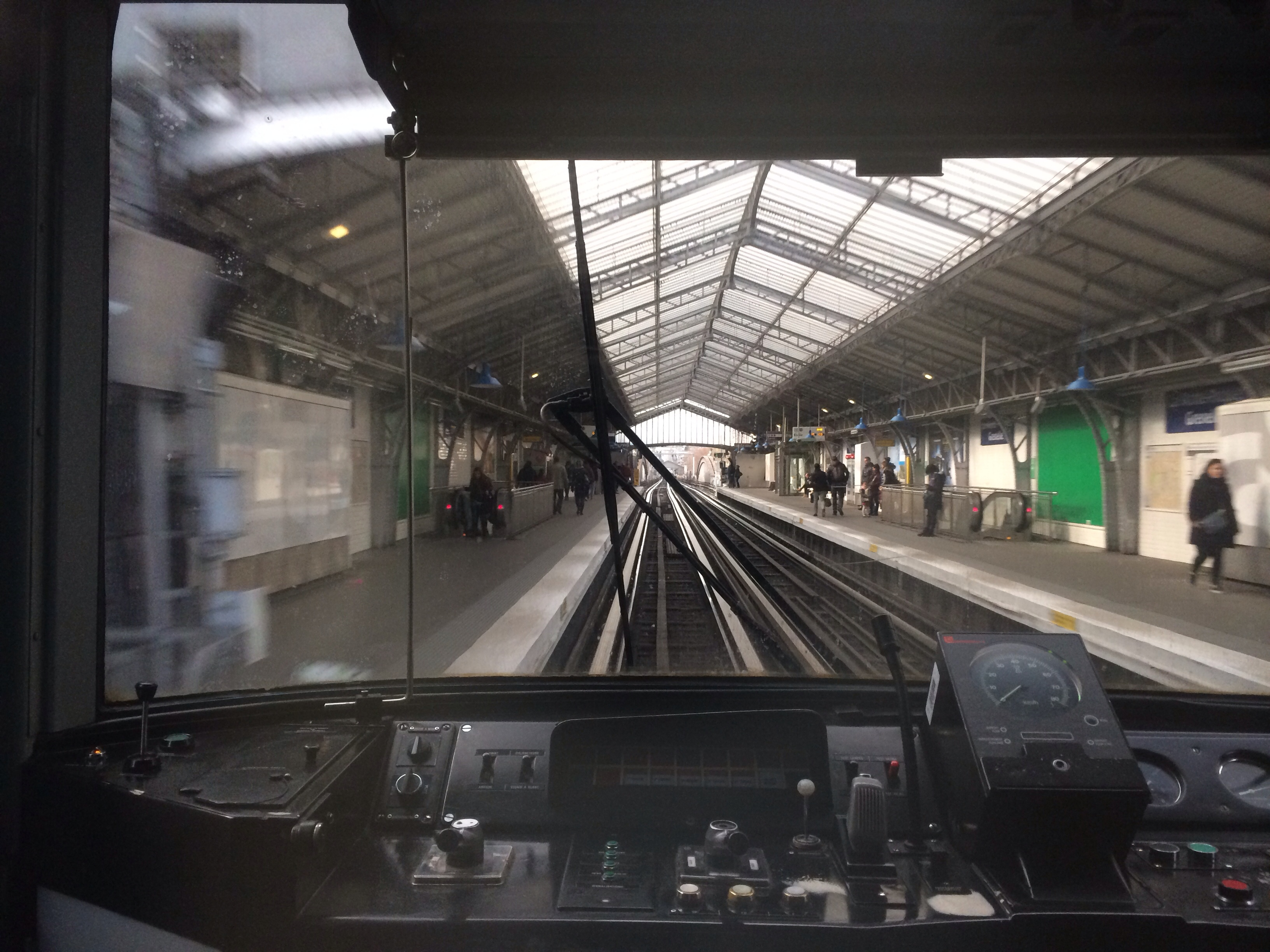
Blick aus dem Führerstand eines MP-73-Triebwagens in die Station der Linie 6

Die Hochbahnstation wurde am 24. April 1906 in Betrieb genommen, als der Abschnitt von Passy bis Place d’Italie der Linie 2 Sud (heute Teil der Linie 6) eröffnet wurde. Am 14. Oktober 1907 wurde die bis dahin eigenständige Linie 2 Sud aufgegeben und für 35 Jahre zum südwestlichen Endabschnitt der Linie 5 (Étoile – Place d’Italie – Gare du Nord). Seit dem 6. Oktober 1942 verkehrt, nach Veränderung der Führung der Linie 5, die Linie 6 am Hochbahnhof.
Am 13. Juli 1913 wurde die westliche Verlängerung der Linie 8 (heute zur Linie 10 gehörig) von Opéra bis Beaugrenelle (seit 1947: Charles Michels) in Betrieb genommen. Deren Strecke kreuzt die Hochbahn unter der o. g. Kreuzung.
In den 1930er Jahren wurde die unterirdische Station umfassend umgebaut. Der westliche Abschnitt der Linie 8 sollte mit dem östlichen der Linie 10 verbunden werden, wofür zwischen den Stationen La Motte-Picquet – Grenelle und Duroc eine Strecke neu gebaut wurde. Zudem sollte der Nordabschnitt der Linie 8 geradlinig unter der Rue du Commerce, und weiter unter der Avenue Félix Faure bis zur Place Balard, nach Südwesten hin fortgesetzt werden.
Die bisherige Station der Linie 8 wurde zum Richtungsbahnhof für die nach Nordosten fahrenden Züge der beiden neuen Linien. Für die südwestliche Richtung entstanden zwei übereinanderliegende Stationsteile mit je einem Seitenbahnsteig an einem Gleis. Am 27. Juli 1937 wurde die Strecke von Duroc über La Motte-Picquet – Grenelle zum westlichen Endbahnhof Porte d’Auteuil der Linie 10 zugeordnet. Die von Norden kommende Linie 8 endet seitdem in der Station Balard.

## Beschreibung
Die gesamte Anlage weist die Form eines großen „L“ auf, dessen waagerechte Linie den Hochbahnhof der Linie 6 darstellt. Der Kreuzungspunkt der Strecken befindet sich knapp außerhalb der Stationsbereiche.

### Linie 6
In ihrem Aufbau entspricht die Station der Linie 6 den meisten anderen Bahnhöfen in Hochlage dieser Linie. Sie ist 75 m lang und hat 4,10 m breite Seitenbahnsteige an den beiden parallelen Streckengleisen. Zwei Längsträger, die jeweils auf einer Reihe von eisernen Säulen aufliegen, tragen das Gleisbett und die Innenkanten der Bahnsteige. Deren Außenkanten und die Seitenwände ruhen auf zwei weiteren Längsträgern, die von gemauerten Pfeilern gestützt werden. An den vier Ecken der Station ragt je ein Pfeiler aus Gestaltungsgründen über das Dach hinaus. Die Station ist mit einem – in Firstnähe gläsernen – Satteldach versehen, das auch die Gleise überspannt. Die gemauerten Seitenwände zeigen nach außen hin geometrische Ornamente.
Der Zugang erfolgt über eine sich auf halber Höhe teilende Freitreppe am Westkopf der Station, zudem existieren an beiden Bahnsteigen nachträglich eingebaute Rolltreppen und Aufzüge. Westlich der Station existiert ein einfacher Gleiswechsel.

### Linien 8 und 10
Nach Norden bzw. Osten hin existiert für die Linien 8 und 10 ein gemeinsamer Richtungsbahnsteig, der ein einfaches Umsteigen zwischen den Zügen der Richtungen Pointe du Lac (Linie 8) und Gare d’Austerlitz (Linie 10) ermöglicht. Die Station liegt unter einem elliptischen Gewölbe, ihre Decken und Wände sind weiß gefliest. Da die zwischen 1928 und 1972 gebauten Bahnsteige der Linie 8 mit 105 m länger sind als die der Linie 10 (75 m), hat der Mittelbahnsteig ungleich lange Bahnsteigkanten.
In der Gegenrichtung befindet sich parallel dazu eine eingleisige Station der Linie 10 (Bahnsteig westlich des Gleises) und darunter versetzt eine ebensolche der Linie 8 (Bahnsteig östlich des Gleises), deren Bahnsteige direkt übereinander liegen. Beide Stationen sind 105 m lang. Das Gewölbe der Station der Linie 10 in Richtung Boulogne – Pont de Saint-Cloud ist asymmetrisch, ihre Decken und Wände sind ebenfalls weiß gefliest. Die Station der Linie 8 in Richtung Balard weist aufgrund ihrer Lage unter jener der Linie 10 eine vorwiegend schräge Decke auf, die Wand am Bahnsteig trägt orangefarbene Fliesen.
Neben vier Zugängen von der Straße gibt es einen Fußgängertunnel, der das Umsteigen zum Hochbahnhof der Linie 6 ermöglicht. Drei der Zugänge liegen an der o. g. Kreuzung, einer davon ist durch einen Mast markiert, der ein gelbes „M“ in einem Doppelkreis trägt. Ein weiterer Zugang ist mit einer aufwärtsführenden Rolltreppe ausgestattet. An der Avenue de la Motte-Picquet in Höhe der einmündenden Rue di Général du Castelnau liegt der vierte Eingang.

## Fahrzeuge
Jahrzehntelang waren auf allen drei Strecken Züge der Bauart Sprague-Thomson im Einsatz. Auf der Linie 10 wurden sie ab 1975 von der Baureihe MA abgelöst. Im Juni 1994 wurde jene durch die Baureihe MF 67 ersetzt, die im Jahr 2024 nach wie vor auf der Linie fährt.
Die Linie 8 ist Zügen der Baureihe MF 77 vorbehalten, die dort seit 1980 verkehren. Zwischen 1975 und 1980 war zunächst die Baureihe MF 67 im Einsatz, anfangs im Mischbetrieb mit Sprague-Thomson-Zügen.
Im Juli 1974 wurde die Linie 6 auf gummibereifte Fahrzeuge umgestellt, seitdem fährt dort die Baureihe MP 73. Seit Januar 2023 wird auch die Baureihe MP 89 CC auf der Linie 6 eingesetzt.